# زجاجي العين الآسيوي
زجاجي العين الآسيوي أو قُراد الجِمال الآسيوي (الاسم العلمي: Hyalomma asiaticum) هو نوع من العنكبوتيات يتبع جنس زجاجي العين من فصيلة اللبوديات الصلبة.